# Scorpion (videogioco)
Scorpion è un videogioco arcade di genere sparatutto a scorrimento orizzontale, sviluppato da I.G.R. e pubblicato nel 1982 dalla Zaccaria.

## Modalità di gioco
Il gameplay di Scorpion è simile a quello di Scramble della Konami, ma a differenza di esso, le fasi che compongono un livello sono cinque anziché sei. Il giocatore controlla un'astronave armata di mitragliatrice e missili, la quale attraversa ogni fase con il duplice scopo di arrivare alla loro fine e guadagnare punti distruggendo nemici tra ragni o scorpioni spaziali che incrocia sul suo tragitto. Nella terza e quinta fase, il giocatore deve affrontare un gigantesco boss; sconfiggendolo, sarà possibile completare l'area e passare a quella successiva.
Durante il percorso, la nave consuma carburante; solitamente viene ripristinato al superamento di una fase, però nella quarta, essendo la più lunga dell'intero titolo, si possono raccogliere le scorte contrassegnate con la scritta "FUEL". Se il giocatore esaurisce il carburante, sbatte contro un ostacolo o collide con un nemico, perde una vita. Quando tutte le vite sono terminate, il gioco finisce.